# Barbe Acarie
Pour les articles homonymes, voir Marie de l'Incarnation (homonymie).
Barbe Jeanne Avrillot, épouse de Pierre Acarie, née à Paris le 1er février 1566, morte à Pontoise le 18 avril 1618. Animatrice d'un cercle religieux, elle introduit en France l'ordre des Carmes déchaux. Après la mort de son mari, elle entre au Carmel sous le nom de Marie de l'Incarnation. Grande mystique, elle est la première stigmatisée française officiellement reconnue.
Béatifiée en 1791 par le pape Pie VI, elle est fêtée le 18 avril de chaque année.

## Biographie

### Sa jeunesse
Barbe Avrillot est issue de la haute bourgeoisie de finances, proche des Guise. Elle est née le 1er février 1566, fille de Nicolas Avrillot, seigneur de Champlatreux (près de Luzarches), Maître des comptes de la Chambre de Paris, chevalier de la Reine de Navarre, et de Marie Lhuillier, d'une famille très ancienne. Elle est baptisée à l'église Saint-Merri. Son père sera très tôt un ligueur convaincu. Barbe a trois petits frères.
Enfant, elle est confiée à sa tante Isabelle Lhuillier, clarisse à Notre-Dame de Longchamp. Chez ces religieuses, elle apprend à lire, à chanter et à prier. Elle apprend également la vertu de force. Dans ce couvent, à l'âge de 14 ans, les filles doivent choisir entre la vie religieuse et le mariage. Or, en 1580, la peste et le choléra sévissent à Paris : Barbe choisit d'être religieuse à l'Hôtel-Dieu pour servir les pauvres malades.
Mais ses parents veulent la marier. Ils la retirent donc de son couvent pour la ramener dans leur maison. Cependant Barbe refuse cette vie ; elle refuse de porter des parures et des bijoux. Pour la punir, sa mère la soumet aux rigueurs de l'hiver : elle aura un pied gelé et un os sera même atteint.

### Le mariage
À l'âge de seize ans et demi, en 1582, ses parents la marient à Pierre Acarie (âgé de 22 ou 23 ans), maître des comptes (comme son beau-père Nicolas Avrillot) et futur ligueur. Pierre Acarie est fils unique, vicomte de Villemor, seigneur de Montbrost et de Roncenay. Ils auront six enfants, trois filles et trois fils.
Le couple s'installe, dans le Marais à Paris, rue des Juifs (renommée rue Ferdinand-Duval en 1900). Le bâtiment de leur ancien hôtel particulier, connu sous le nom d'Hôtel Acarie n'existe plus, mais il était localisé au lieu de l’actuel numéro 11. Les deux époux sont très amoureux l'un de l'autre. Leurs premiers enfants arrivent très vite : Nicolas, le 22 mars 1584, Marie début juillet 1585, Pierre en mars 1587, puis Jean le 6 février 1589, Marguerite le 6 mars 1590 et Geneviève en février 1592.
Le salon des Acarie voit se réunir la jeunesse dorée de Paris ; la vie est mondaine, les fêtes nombreuses. Barbe, ayant du temps libre, lit beaucoup. Ce sont des livres profanes, des écrivains amusants et des romans. Mais un jour, son mari Pierre Acarie découvre les lectures de sa femme et remplace ses romans par de pieuses lectures. Probablement vers 1587, elle lit la pensée suivante : « Trop est avare à qui Dieu ne suffit ». Cette phrase la transforme complètement, et sa vie change radicalement.

### Au service des autres
Pendant la dernière guerre de Religion, en 1589, à l'issue la bataille de Senlis, qui fait plus de 1 200 morts, l'hôpital Saint-Gervais est rempli de blessés. Barbe Acarie va tous les jours à l’hôpital avec sa belle-mère pour panser les blessés. Durant le siège de Paris par Henri IV, qui dure de mai à septembre 1590, Barbe passe des journées entières à l'Hôtel-Dieu avec les blessés, elle se dévoue sans compter aux soins des blessés et des malades de la peste. Toujours pendant ce siège, Barbe Acarie distribue aux affamés « le pain de sa propre bouche. Cela avec tant de dextérité que ni son mari, ni sa belle-mère ne s'en aperçoivent ».
Le couple Acarie participe à la Ligue. Pierre Acarie est membre des Quarante et il est mêlé à l'assassinat du président du Parlement Barnabé Brisson en 1591. Lorsqu'Henri IV prend la ville de Paris en 1594, Pierre est banni de la ville et il est contraint le 5 avril 1594 de s'enfermer chez les chartreux de Bourgfontaine (près de Soissons).
Pierre ayant fait des emprunts pour financer la Ligue, voit tous les biens du couple confisqués et saisis par les créanciers. Ruinée, sans ressources, Barbe doit trouver asile chez une cousine. Son mari est même enlevé dans son monastère, et Barbe doit contracter un nouvel emprunt pour payer sa rançon. Elle affronte de nombreuses épreuves et humiliations pour rétablir la situation de son époux, et en 1599, elle obtient du roi la grâce de son mari. Son habileté à dénouer les affaires de son époux et à lui obtenir très rapidement la grâce du roi la laissera célèbre dans tout Paris.
Cependant, une grave chute de cheval lui occasionne diverses fractures (jambes, hanche) qui la laisseront handicapée à vie. Par la suite, d'autres chutes et fractures seront très douloureuses et la laisseront définitivement infirme. Elle continuera néanmoins à s'investir dans les actions sociales de proximité, notamment en faveur des prostituées. Durant le très rude hiver de 1608, Barbe accueille dans son hôtel particulier, situé dans le Marais, un grand nombre de malheureux.

### Transformation spirituelle

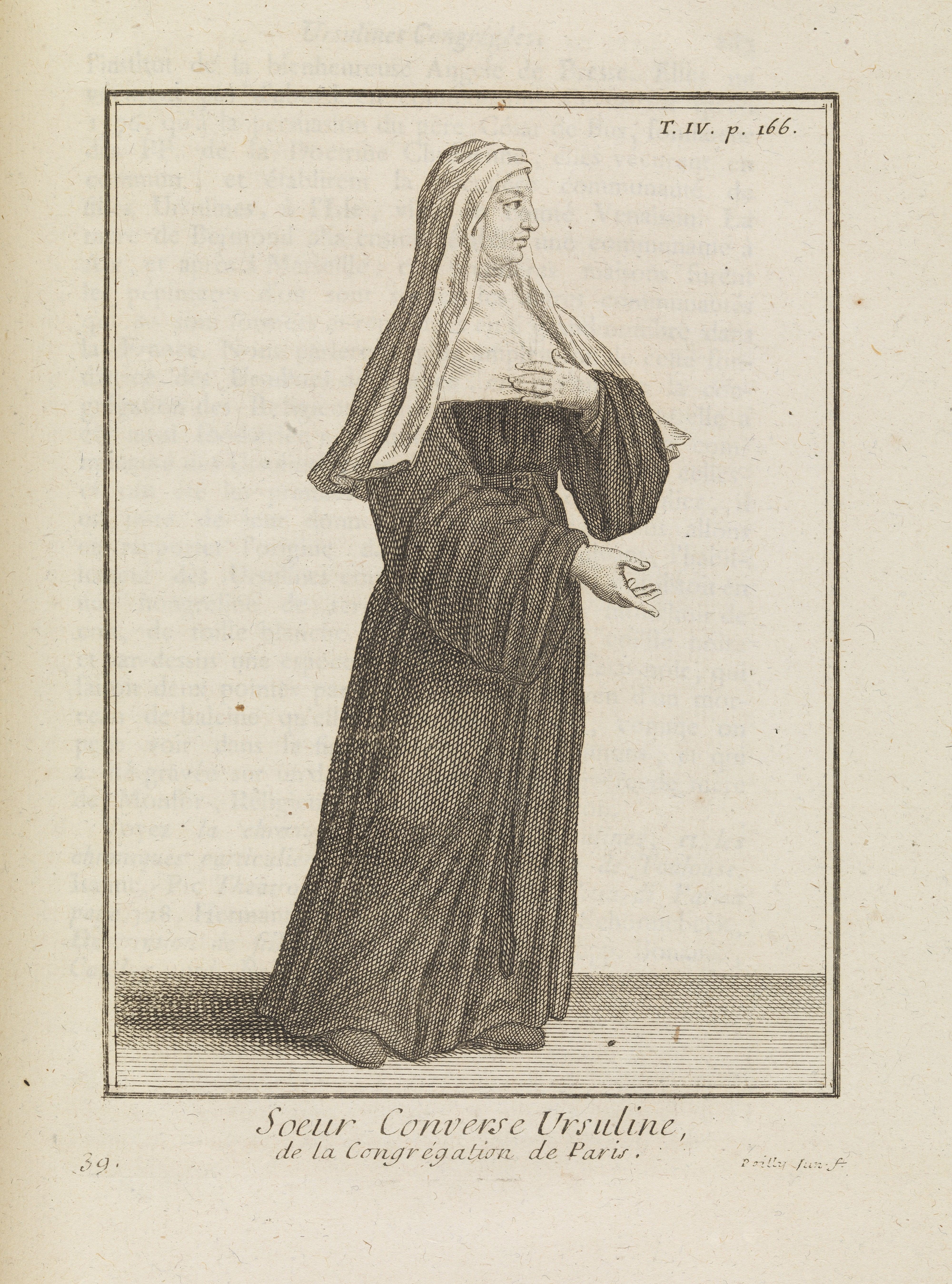
Sœur converse ursuline de la congrégation de Paris.

En 1590 elle éprouve ses premières manifestations mystiques. Face à ses transports mystiques, les médecins prescrivent des saignées qui vont l'épuiser physiquement. Elle décide de modifier sa tenue vestimentaire : elle se défait de ses bijoux, retire ses riches habits et décide de se vêtir simplement. Barbe envisage de consacrer tout son temps à Dieu, mais elle est mariée. Plusieurs religieux proches la renvoient à son devoir d'état : son époux et ses enfants.
À partir de 1593 elle commence à éprouver les douleurs des stigmates, sans que ceux-ci ne soient apparents. Mme Acarie sera d'ailleurs la première Française à être officiellement reconnue par l’Église catholique comme portant les stigmates.
Barbe Acarie se consacre à la religion. Rue des Juifs, à l'Hôtel Acarie qui lui a été restitué en 1598, elle anime un cercle spirituel auquel participent notamment son cousin, Pierre de Bérulle, le capucin Benoît de Canfield, le docteur en théologie André du Val, Michel de Marillac, Saint Vincent de Paul, Saint François de Sales, et le cardinal François de Sourdis. Ce cercle, sensible à la mystique flamande et rhénane comme aux influences religieuses espagnoles, participe au renouveau catholique de la Contre-Réforme en France. Des grands noms de la société de l'époque, telles Marie de Médicis, la marquise de Maignelay ou la marquise de Bréauté, des personnes de la cour ou du clergé viendront également consulter Mme Acarie et lui demander conseils.
Elle intervient également, sous différentes formes, dans les réformes de différents monastères. Elle aide également Madame de Sainte-Beuve à fonder, en France, l'ordre des Ursulines destinées à l'éducation des jeunes filles.
L'action de Barbe Acarie illustre le rôle d'anciens ligueurs dans la construction d'un courant dévot dans les premières années du XVIIe siècle.

### Le Carmel

#### L'appel du Carmel
Elle est très impressionnée par la lecture des œuvres de Thérèse d'Avila, traduites par Jean de Brétigny et publiées en 1601. Madame Acarie dira avoir eu, par deux fois (1601-1602) la vision de Thérèse d'Avila lui demandant d'introduire en France le Carmel réformé notamment lors d'un passage en la Basilique Saint-Nicolas-de-Port dans le Duché de Lorraine.

Avec Andrée Levoix (sa fidèle femme de chambre, qui sera la première carmélite française), elle rassemble des jeunes filles et des jeunes veuves avides de spiritualité dans une petite communauté qu'elle héberge dans un premier temps dans sa maison. Puis, elle déplace ce noyau de communauté carmélitaine dans une modeste maison, rue Sainte-Geneviève. Elle demande conseil, s'entoure de plusieurs hautes personnalités, et lance des démarches pour obtenir les autorisations nécessaires à la fondation d'un carmel déchaussé en France.

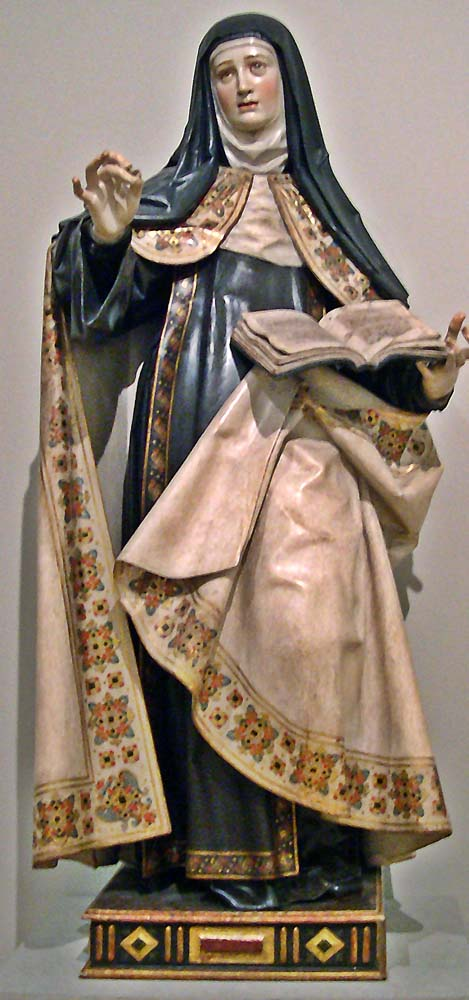
Sainte Thérèse d'Avila, sculpture polychrome en bois de Gregorio Fernández (1576-1636), maintenant exposée au Musée national de la Sculpture, à Valladolid (Espagne).

#### Première fondation
Le 3 novembre 1603, le pape Clément VII accorde la bulle d'institution permettant la création d'un carmel déchaussé en France. Mais les carmes espagnoles refusent d'envoyer de leurs sœurs à Paris pour l'aider à fonder le premier couvent. Mme Acarie envoie alors son cousin Pierre de Bérulle, accompagné de trois membres de sa petite communauté (installée rue Sainte-Geneviève), pour débloquer la situation en Espagne. Ils partent avec une lettre de recommandation d'Henri IV qui soutient le projet.
Après bien des péripéties et des épreuves, le petit groupe revient en France avec six religieuses espagnoles, dont deux, Mère Anne de Jésus et Mère Anne de Saint-Barthélemy, qui ont été formées directement par Thérèse d'Avila. La caravane arrive à Paris, en grande fête, le 15 octobre 1604, c'est la fondation du premier carmel déchaussé en France, le couvent des Carmélites au faubourg Saint-Jacques.
L'intervention de Barbe Acarie a été déterminante pour établir cette première fondation que d'autres avaient déjà tentée depuis 20 ans, sans succès. Malgré les difficultés d'installations des nouvelles carmélites, deux mois plus tard, il faut ouvrir un nouveau couvent pour accueillir les postulantes. Ce sera le carmel Saint-Joseph de Pontoise, ouvert le 15 janvier 1605. Les autres fondations suivent très vite :
- Dijon, automne 1605,
- Amiens, en 1606,
- Tours, en 1608,
- Rouen, en juin 1609.

À sa mort, en 1618, on compte 27 carmels en France.

#### Entrée au Carmel
Après la mort de son mari, le 17 novembre 1613, elle entre au Carmel d'Amiens, le 15 février 1614 comme sœur laie (ou sœur converse), sous le nom de Marie de l'Incarnation. Très affaiblie, elle est régulièrement malade et souffre beaucoup. Elle parle, enseigne et prodigue ses conseils aux novices, mais aussi aux carmélites et à la prieure.
En décembre 1616, elle se retire au carmel de Pontoise. Elle y meurt le 18 avril 1618.
La rumeur se propage très rapidement, « Une multitude de peuple se trouva dehors et devant l'église ». Cette phrase circulait dans l'assemblée : « La sainte est morte, la sainte est morte ».
Sa fille, Marguerite Acarie (1590–1660), devient également religieuse carmélite le 15 septembre 1605 au couvent de l'Incarnation de Paris, sous le nom de Marguerite du Saint-Sacrement. Les deux autres filles de Barbe : Marie et Geneviève entrent également au couvent de l'Incarnation le 23 mars 1608.

### Béatification

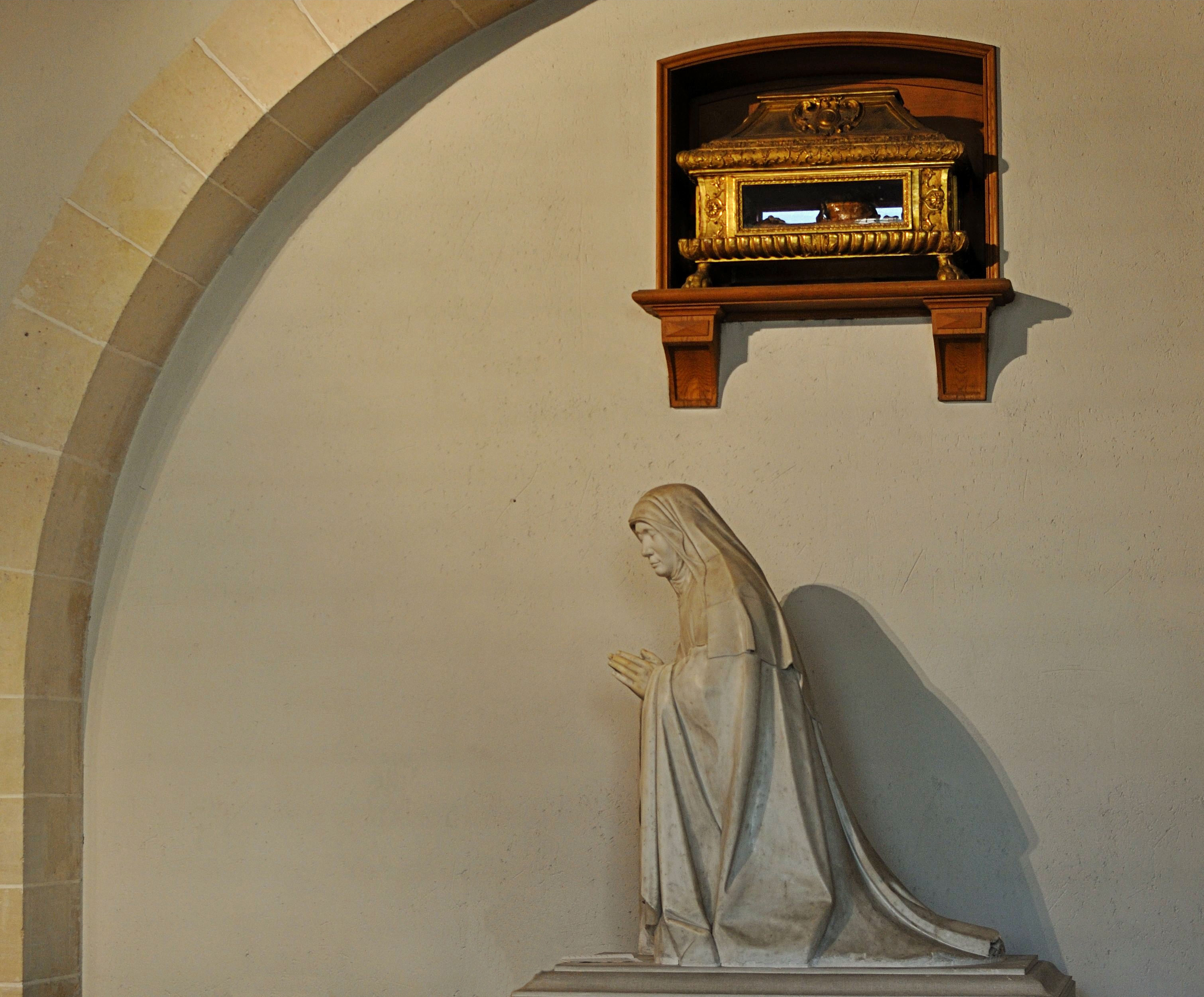
Statue et reliquaire, chapelle du carmel de Pontoise.

Elle est enterrée dans un des côtés du cloître du monastère de Pontoise et y demeure jusqu'en 1643. La chambre où Mme Acarie rendit son dernier souffle fut transformée en oratoire dans les années 1630. De nombreux miracles ont été rapportés sur son tombeau. À la demande de Michel de Marillac, un mausolée est érigé dans l'église du Carmel. Le marbre fut offert par Marie de Médicis.
En 1792, pour éviter les destructions des révolutionnaires, son corps est confié à M. de Monthiers, qui le cache. Il est rendu aux carmélites quand celles-ci purent retourner dans le carmel de Pontoise le 23 septembre 1822 (les reliques y sont toujours exposées).
Dès 1622, son fils Pierre Acarie, rassemble les documents nécessaires pour sa béatification. Le fils aîné, Nicolas, grand vicaire de Rouen, fait ouvrir les enquêtes juridiques pour la béatification de sa mère, mais l'affaire, plusieurs fois interrompue et reprise traîne en longueur. Ce n'est qu'à la fin du XVIIIe siècle, sur les instances de Madame Louise de France, que le dossier est mené à terme. Paul de Montis a écrit une biographie d'Acarie qu'il a dédiée à Madame Louise et qui a été publiée en 1778. Madame Acarie est béatifiée le 5 juin 1791 par le pape Pie VI dans la basilique Saint-Pierre. Le décret est publié le 24 août 1791.
Sa fête liturgique est fixée au 18 avril. Dans l'Ordre du Carmel, sa fête est célébrée avec rang de mémoire facultative sauf en France où elle a rang de mémoire obligatoire.

## Œuvres de Barbe Acarie
- Les Vrays exercices de la bienheureuse sœur Marie de l'Incarnation composez par elle-même, Paris, D. Moreau, 1623.
- un grand nombre de lettres, dont très peu sont connues[10].
- un traité sur « la vie intérieure », ouvrage perdu car Mme Acarie brûla elle-même l'ouvrage[6].

## Notoriété
En 1791, l'année de sa béatification, une nouvelle biographie est publiée. Une autre biographie est publiée après la période révolutionnaire, en 1800.
En 1942, le carme Bruno de Jésus-Marie publie une biographie, La belle Acarie, avec un prisme psychologique important. Ecartant la théorie de l'hystérie, il réhabilite la dimension mystique de Barbe Acarie. Il défend à partir de son exemple la sanctification par le mariage, alors que la vie consacrée et la continence étaient jusque là mises au premier plan.
En 2018, la Mission aux commémorations nationales du Ministère de la Culture a inscrit l'anniversaire du 400e anniversaire de son décès au calendrier de ses commémorations. Dans ce cadre, un colloque a été organisé à l'Institut catholique de Paris les 12 et 13 avril.
Un documentaire intitulé « Madame Acarie », réalisé par Marlène et Xavier Goulard, a été réalisé à l'occasion des festivités du 400e anniversaire. Sa première diffusion a eu lieu dans le cadre de cette commémoration.
Egalement dans le cadre de ces festivités, le 15 avril, ont été exposés exceptionnellement des reliques de la bienheureuse Marie de l'Incarnation.

## Galerie

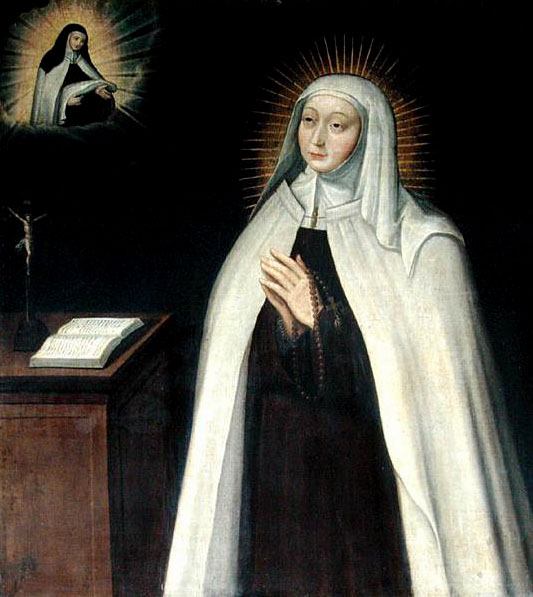
Barbe Acarie, en religion Marie de l'Incarnation. Tableau du XVIIe siècle.
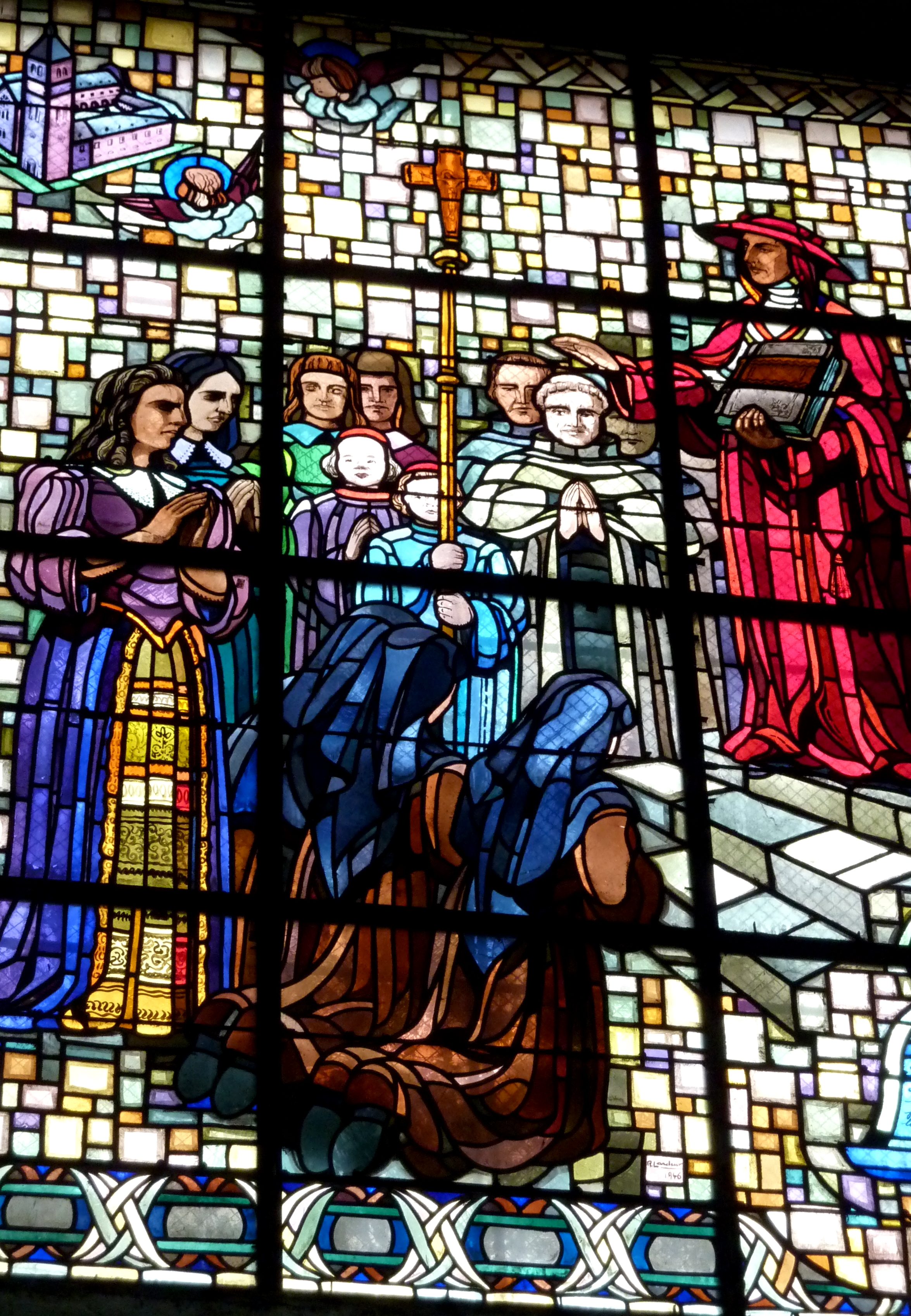
Vitrail représentant le cardinal Bérulle et Mme Acarie lors de la fondation de la communauté du Carmel (Paris, église Notre-Dame-des-Blancs-Manteaux).
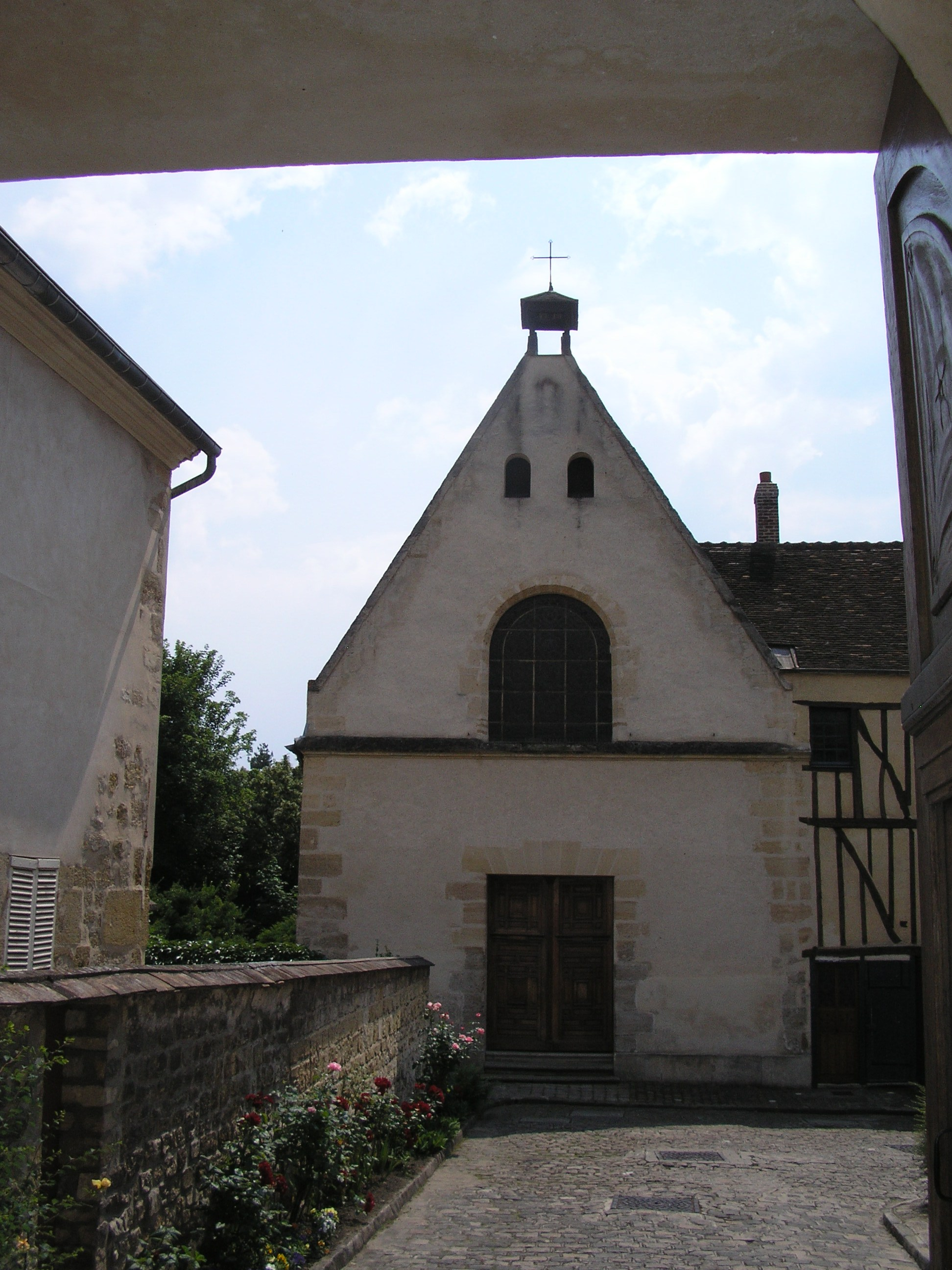
Église du Carmel de Pontoise, lieu de la sépulture de la Bienheureuse.
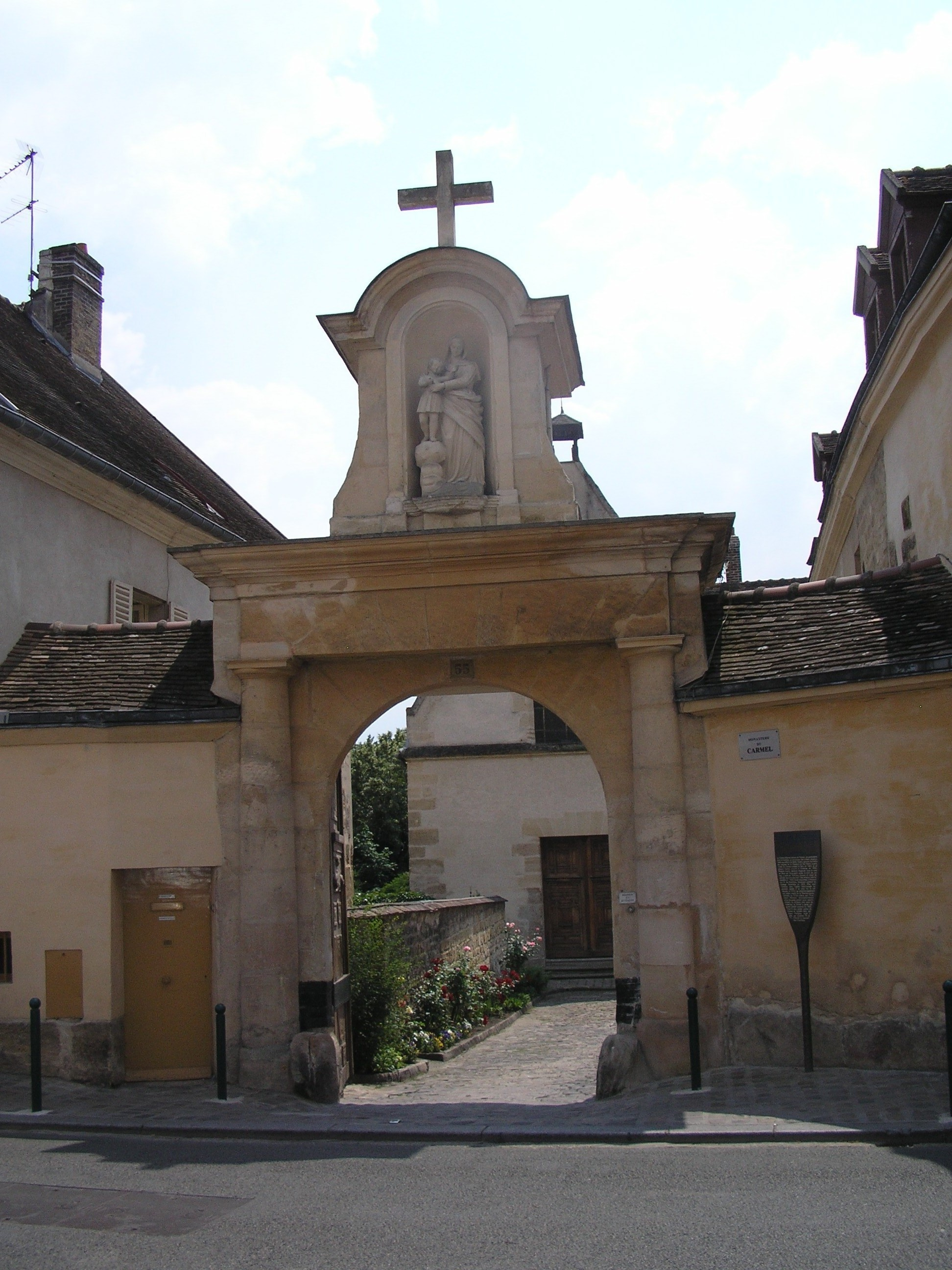
Entrée du convent de Pontoise.